# 林兆康
林兆康，香港公務員，現擔任商務及經濟發展局副秘書長，曾出任觀塘民政事務專員。林早年就讀於聖公會林護紀念中學，曾先後出任學生會的文書幹事和會長。他在2002年從香港大學法律學院取得法学学士，並加入香港政府擔任政務主任，獲派至行政署任職。在2009年初，他獲派香港駐倫敦經濟貿易辦事處擔任副處長，向欧洲多國招商引资。在2012年回港後一度任職旅遊事務署，監督啟德郵輪碼頭和香港迪士尼樂園的企業營運。他在2013年6月接替羅莘桉出任政務司司長林鄭月娥的新聞秘書，至2016年6月離任。及後，他轉至運輸及房屋局任職首席助理秘書長，曾於2020年間回應香港立法會對洪水橋／厦村新發展區存在交通問題的質疑，解釋包括西鐵綫洪水橋站等基建將陸續推出。他在2022年底獲派至財經事務及庫務局協助財政司司長撰寫《2022至23年度財政預算案》演辭，及後亦留任處理相關法例的行政支援。他在2022年6月10日獲委任為觀塘民政事務專員，並獲行政長官林鄭月娥在同日委任為官守太平紳士。林在2023年10月3日升任商務及經濟發展局副秘書長，而專員則由何立基接任。

## 外部連結
- 林兆康的個人官方領英頁面

| 政府职务      | 政府职务                                      | 政府职务      |
| ------------- | --------------------------------------------- | ------------- |
| 前任： 謝凌駿 | 觀塘民政事務專員 2022年6月10日－2023年10月2日 | 繼任： 何立基 |